# میکسر نوشیدنی

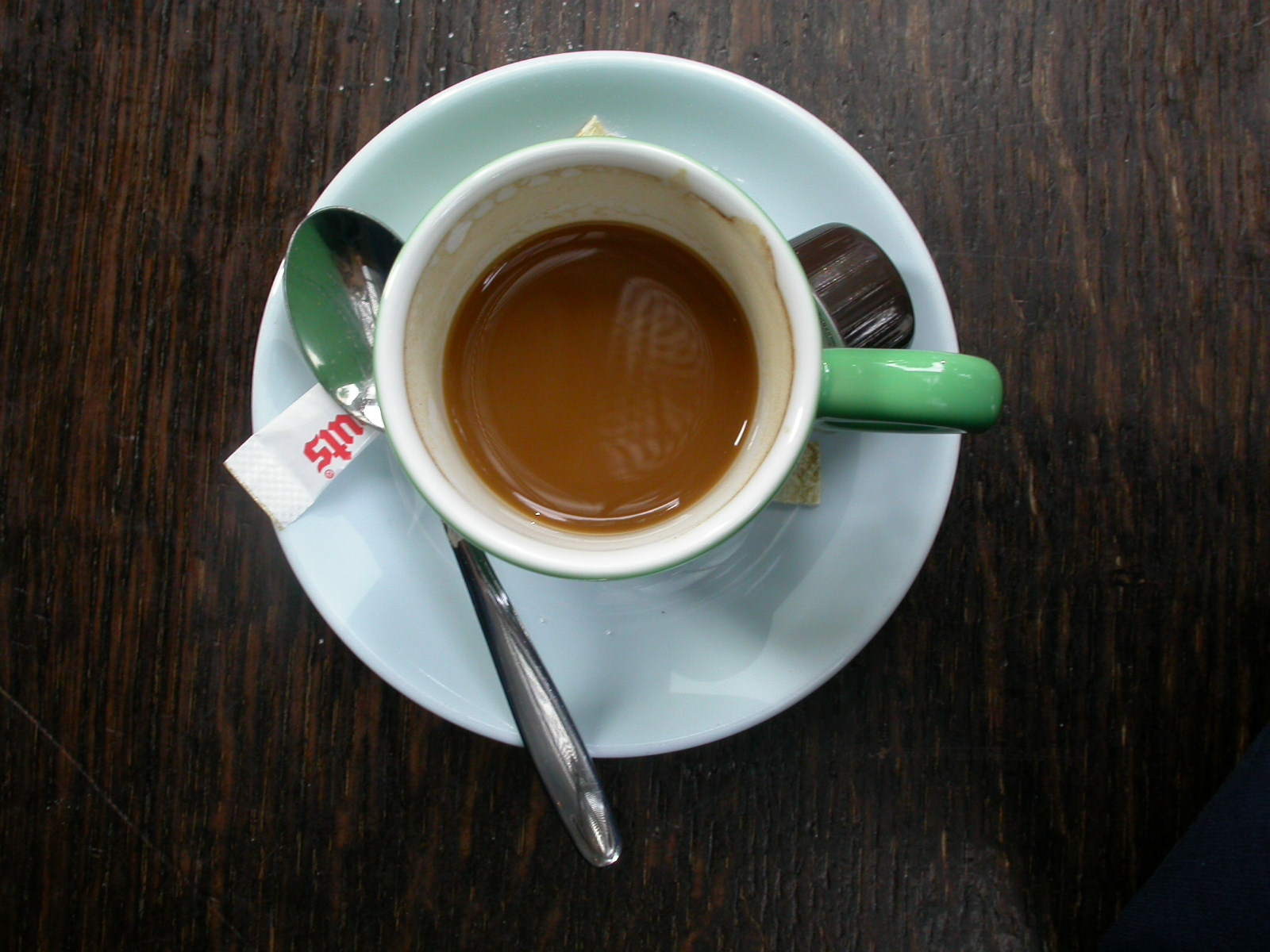
قهوه

ردبول

میکسر نوشیدنی مواد غیر الکلی در نوشیدنی ها و کوکتل های مخلوط هستند. میکسرها نوشیدنی را رقیق می کنند و حجم الکل را در نوشیدنی کاهش می دهند. آنها طعم های جدیدی را به نوشیدنی تغییر می دهند، تقویت می کنند یا به آن اضافه می کنند. آنها ممکن است نوشیدنی را شیرین تر، ترش تر یا خوش طعم تر کنند. برخی از مخلوط کن ها بافت یا قوام نوشیدنی را تغییر می دهند و آن را غلیظ تر یا آبکی تر می کنند. همچنین میکسرهای نوشیدنی را می توان با تغییر رنگ یا ظاهر نوشیدنی صرفاً برای اهداف تزئینی استفاده کرد. آنها همچنین به سادگی حجم نوشیدنی را افزایش می دهند تا ماندگاری بیشتری داشته باشد.

###### نوشیدنی های کافئین دار
کافئین ، یک محرک ، برخی از اثرات مضطرب الکل را پنهان می کند.
- قهوه
- نوشیدنی های انرژی زا - Red Bull و غیره
- چای سرد ، شیرین شده - لیپتون بریسک ، نستا و غیره.

یک لیوان آب گازدار

###### میکسرها و نوشابه های گازدار
کربناته کردن طعمی جشن به نوشیدنی ها می بخشد. همچنین به دلیل افزایش فشار در معده، جذب الکل را در جریان خون افزایش می دهد و به طور بالقوه منجر به مسمومیت سریعتر می شود.
- لیموی تلخ – طعم دار با کینین و لیمو (هم آب و هم مغز)
- آب گازدار (همچنین به آن نوشابه کلاب، آب سودا، آب سلتزر یا آب گازدار نیز می گویند)
- کولا – کوکاکولا ، پپسی و غیره
- دمنوش زنجبیل
- آبجو زنجبیل
- هوپی
- لیمو ترش
- دمنوش (نوشابه)
- سودا لیمو-لیمو – 7 Up ، Sprite و غیره
- ماءالشعیر ، پرتقال ، انگور و نوشابه گیلاس، و انواع دیگر نوشابه‌های با طعم میوه و گیاهان مورد استفاده قرار می‌گیرند، اما معمولاً به اندازه نوشیدنی‌های ذکر شده در بالا محبوبیت نداشته‌اند.
- آب تونیک - ماده ضروری کینین است. شکر و طعم دهنده های دیگر نیز معمولا اضافه می شود.

###### محصولات لبنی
محصولات شیر برای مقابله با سوختگی الکل، یک اثر صاف کننده به حس نوشیدنی اضافه می کنند. آنها همچنین نوشیدنی ها را مات می کنند و معمولاً رنگ نوشیدنی را تقویت و روشن می کنند.
- خامه
- اگناک
- نصفه و نیمه
- بستنی
- شیر

###### آبمیوه ها

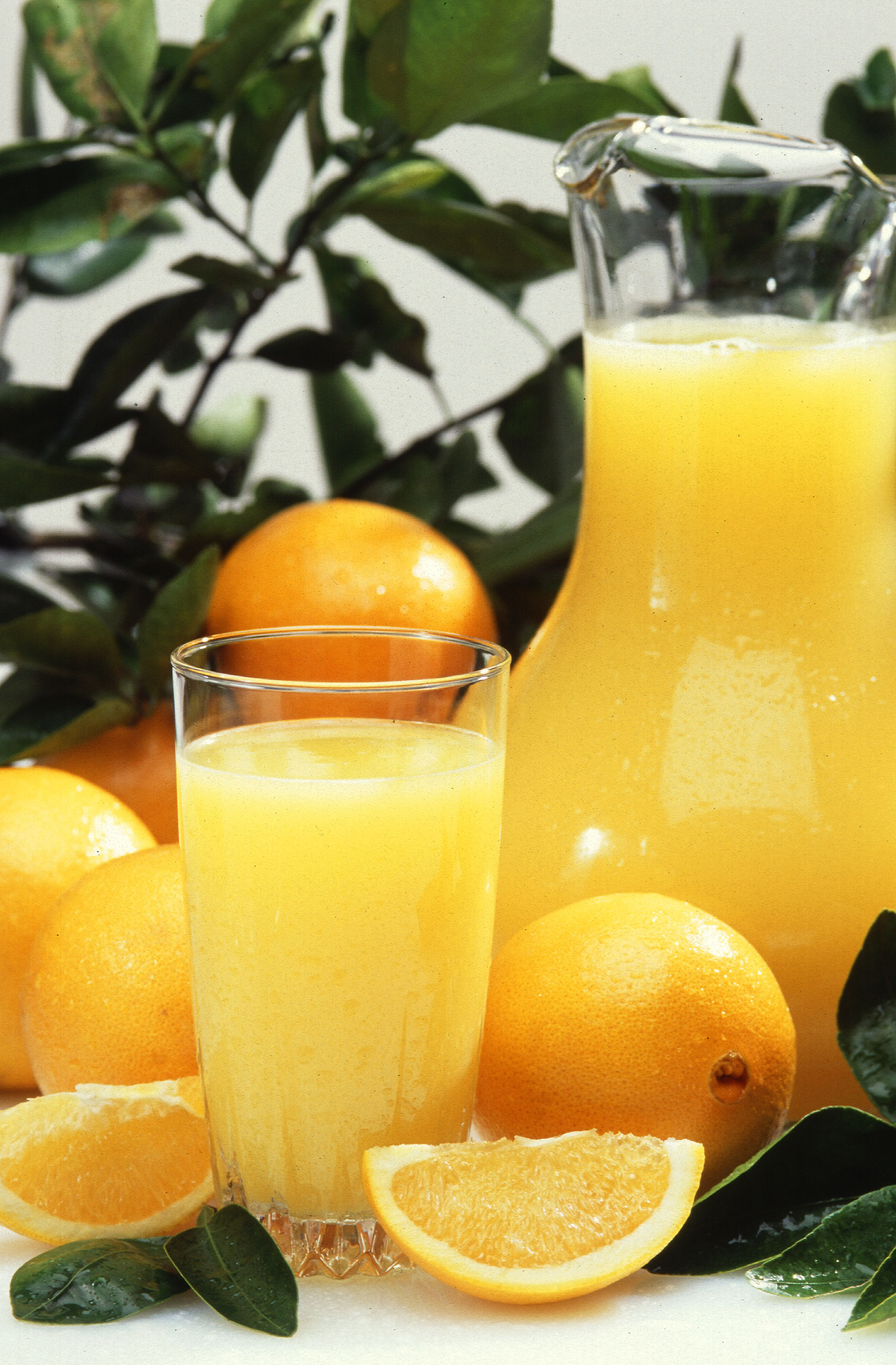
آب پرتقال

آب میوه ها افزودنی های خوش طعمی هستند. برخی به شیرینی اضافه می کنند، برخی دیگر یک تانگ ترش اضافه می کنند و یک حس شیرین ترش را اضافه می کنند. آب میوه ها افزودنی های رایج به کوکتل های مبتنی بر رم هستند.
- سیب سیب (نباید با سیب که در ایالات متحده به عنوان سیب سخت شناخته می شود) اشتباه شود.
- شیر نارگیل یا آب نارگیل
- آب زغال اخته
- اب انگور
- آب گریپ فروت
- آبلیمو
- لیموناد
- آبلیمو ، بدون شیرینی
- لیماد
- آب زیتون
- آب پرتقال
- آب آناناس
- آب گوجه فرنگی - ساده یا طعم دار ( V-8 ، Clamato و غیره)
- آب علف گندم

###### مخلوط های آماده شده

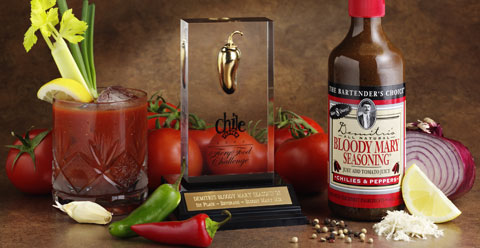
بلادی ماری (سمت راست)

برخی از تامین کنندگان در حال حاضر مخلوط های از پیش ساخته شده را تولید می کنند که حاوی تمام مواد اولیه یک نوشیدنی خاص از قبل مخلوط شده است. تنها چیزی که باید اضافه شود الکل است.
برخی از مواد ممکن است با کمک یک امولسیفایر حاوی روغن نباتی تصفیه شده برای تشکیل امولسیون همگن شوند. به عنوان مثال، این فرآیند از جدا شدن الکل و خامه در طول نگهداری جلوگیری می کند.
- بلادی ماری
- کازماپولیتن
- میکس تادی داغ (Hot Toddy)
- مخلوط مارگاریتا
- مخلوط موهیتو
- مخلوط مودسلید
- مخلوط توت فرنگی دایکیری
مخلوط رم کره داغ

###### سس ها
افزودن سس معمولاً طعم و مزه جدید شگفت انگیزی را به یک نوشیدنی آشنا می دهد. سس های تند معمولا در بازی های نوشیدنی استفاده می شود.
- عسل
- سس تند - سس تاباسکو و غیره
- سس ووسترشر

###### شربت ها

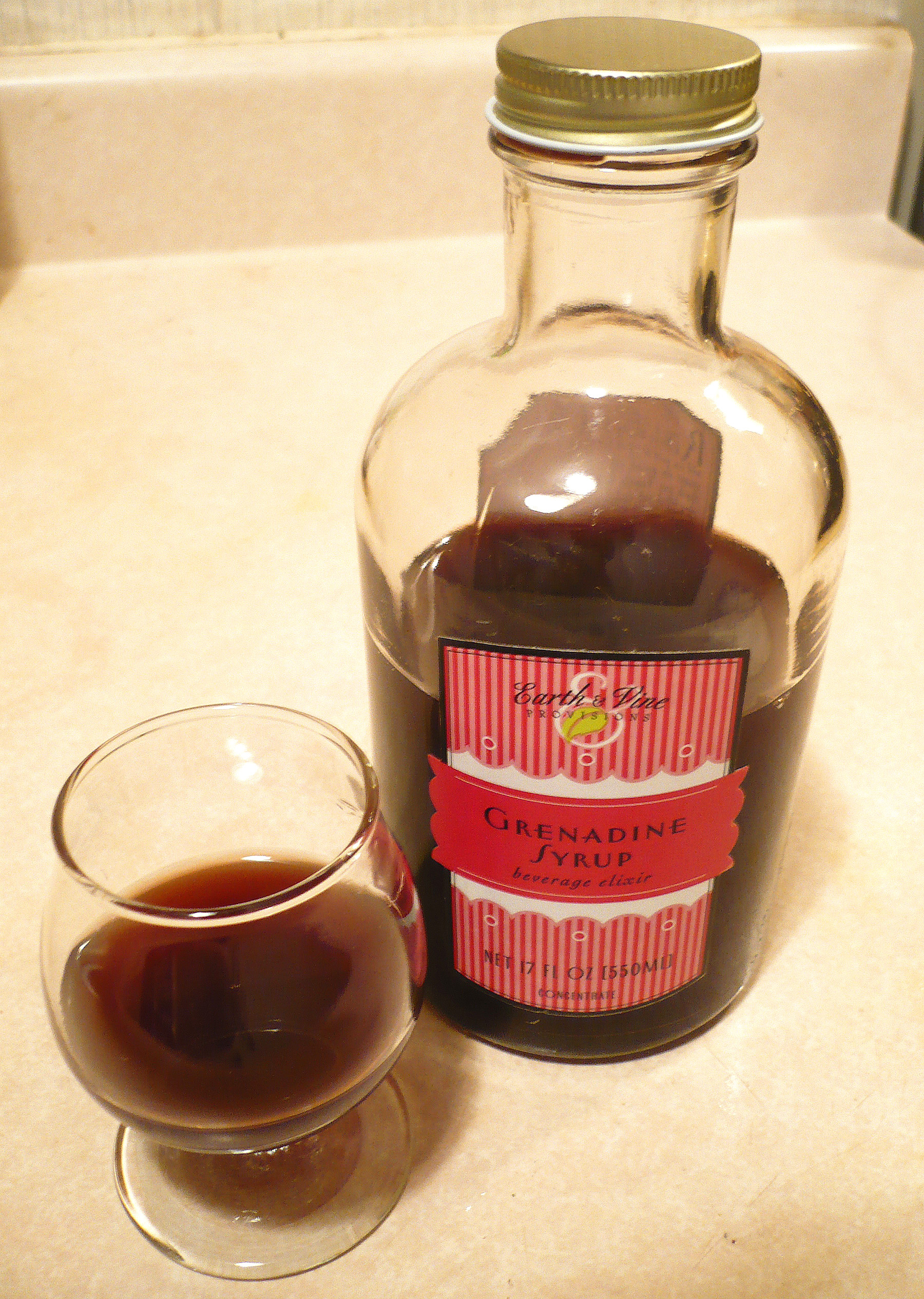
شربت گرنادین

ماده اصلی یک شربت شکر است که هر نوشیدنی را که در آن مخلوط شود شیرین می کند. طعم های دیگر اغلب به شربت قند اضافه می شود.
- شربت دمرارا – ترکیبی از شکر دمرارا ، شکر قهوه ای طبیعی و آب.
- Falernum - با منشاء کارائیب، طعم‌دار با بادام، زنجبیل و/یا میخک و لیموترش.
- Fassionola - شربت میوه شور، پرتقال و آب گواوا؛ تنوع شامل طعم های هیبیسکوس و توت فرنگی است
- گرنادین - در اصل از آب انار ساخته شده است، انواع مدرن از نظر ترکیب متفاوت است.
- آبلیمو شیرین شده – آبلیموی گل رز و غیره
- شربت اینورت - ترکیبی از شکر گرانول و آب.
- مخلوط ترش - همچنین به عنوان مخلوط شیرین و ترش شناخته می شود، ترکیبی از شربت ساده و آب لیمو یا لیموترش.
- کدو حلوایی - یک شربت غلیظ با طعم میوه یا گیاه.

###### میکسرهای دیگر
بسیاری از مواد غذایی و نوشیدنی دیگر را می توان در نوشیدنی های مخلوط استفاده کرد. اینها چند مورد رایج دیگر هستند.
- تخم مرغ – سفیده تخم مرغ غلیظ می شود و کف نوشیدنی های مخلوط را افزایش می دهد.
- رنگ خوراکی

رد بول

- رد بولنوشیدنی ورزشی - Gatorade ، SunnyD ، Redbull و غیره.

##### همچنین ببینید
1. تزئین کوکتل
2. لیست کوکتل ها
3. شوترهای نوشیدنی و نوشیدنی های ترکیبی

##### دسته بندی ها -
- رده:میکسر نوشیدنی
- دسته: نوشیدنی های مخلوط
- دسته: نوشابه